# Thomas Prosser
Thomas Prosser (* 15. Dezember 1960) ist ein ehemaliger deutscher Skispringer und heutiger Skisprungtrainer.

## Werdegang
Seine ersten internationalen Springen bestritt Prosser im Rahmen der Vierschanzentournee 1978/79. Dabei blieb er jedoch erfolglos. Seine höchste Platzierung war ein 46. Platz in Bischofshofen. Am 4. Januar 1980 bestritt Prosser in Innsbruck sein erstes Springen im Skisprung-Weltcup, landete jedoch wie auch im Vorjahr nur auf den hinteren Plätzen. Erst am 10. Februar 1980 gelang ihm im französischen Saint-Nizier mit Platz 15 der Gewinn seines ersten Weltcup-Punktes. Mit diesem Punkt belegte er am Ende der Saison 1979/80 den 99. Platz in der Weltcup-Gesamtwertung. Im darauf folgenden Jahr trat Prosser lediglich zur Vierschanzentournee 1980/81 an, erreichte jedoch wie auch in den Vorjahren keine guten Platzierungen. Zur Saison 1981/1982 konnte er seine Leistungen steigern und sprang am 30. Dezember 1981 in Oberstdorf zum ersten Mal aufs Podium. Der 3. Platz, den er erreichte, war zudem seine höchste Einzelplatzierung in der Karriere. In den restlichen drei Springen der Tournee blieb er jedoch ohne Erfolge. Nach der Tournee konnte er in Sapporo noch einmal Platz 4 erreichen, bevor er auf der gleichen Schanze mit Platz 14 seine aktive Weltcup-Karriere beendete. In der Weltcup-Gesamtwertung belegte er am Ende den 29. Platz.
Bei der Nordischen Skiweltmeisterschaft 1982 in Oslo sprang Prosser auf der Normalschanze auf den 20. Platz. Nach der Weltmeisterschaft beendete er seine Skisprungkarriere.
Prosser arbeitete als Skisprungtrainer in Königsbronn und betreute den Nachwuchs des SC Königsbronn.